# Lydisch (toonladder)
De lydische toonladder is een van de zeven hoofdkerktoonsoorten of modi zoals die in de westerse muziek worden gebruikt. Deze toonladder kan worden verkregen door op een piano vanaf de F een octaaf omhoog te spelen op de witte toetsen tot de eerstvolgende F.
F 1 G 1 A 1 B ½ C 1 D 1 E ½ F
De lydische toonladder is een grote terts (of majeur)kerktoonladder.
Kenmerkend voor deze toonreeks is de overmatige kwart ten opzichte van de majeur (ionische) toonladder. In andere woorden, door de vierde trap van een willekeurige majeurtoonladder te verhogen krijg je een Lydische toonladder (bijvoorbeeld C majeur wordt C lydisch).
Voorbeelden van het gebruik van de lydische toonladder in de muziek:
- Maria (West Side Story)

Lydisch is wel een authentieke kerktoonsoort zoals deze in de middeleeuwen en met name in het gregoriaans gebruikt werden, maar de lydische kwart werd al vroeg verlaagd.

## Voorbeelden van lydische toonladders
F lydisch
C lydisch
Ionisch ·
Dorisch · 
Frygisch ·
Lydisch ·
Mixolydisch ·
Eolisch ·
Locrisch